# Al-Baghdadí
|  | Per a altres significats, vegeu «Abu Bakr al-Baghdadi». |

Al-Baghdadí (àrab: عبد القاهر بن طاهر البغدادي)  (Bagdad, c. 961 - Esfarayen, 1037), de nom complet Abu-Mansur Abd-al-Qàhir ibn Tàhir ibn Muhàmmad ibn Abd-Al·lah at-Tamimí aix-Xafií al-Baghdadí, va ser un matemàtic, jurista xafiïta, teòleg aixarita i especialista en aqida. Conegut indistintament com a Abu-Mansur al-Baghdadí o Ibn Tàhir al-Baghdadí.

## Vida i obra
Abu-Mansur al-Baghdadí va néixer, com indica la seva nisba al-Baghdadí, a Bagdad (actual Iraq) vers l'any 980, fill d'una família acomodada. Del seu nom complet, es poden deduir alguns elements biogràfics: l'altra nisba, at-Tamimí, significa probablement la seva vinculació (real o fictícia) a la tribu dels Banu Tamim, originària de l'Aràbia Saudita, i la tercera nisba, aix-Xafií, que pertanyia a l'escola de jurisprudència musulmana xafiïta.
Va deixar Bagdad amb el seu pare per instal·lar-se a Nixapur, al nord-est de l'actual Iran, on va portar una vida d'ensenyament i recerca. La inestabilitat política de la regió i les constants revoltes, el portaren a traslladar-se a la més tranquil·la ciutat d'Esfarayen, sempre a l'actual Iran. Com a Nixapur, seguirà amb les seves ensenyances de franc, gràcies a la seva fortuna personal.
Malgrat que va escriure nombroses obres religioses, teològiques i jurídiques, és conegut fonamentalment per dos tractats matemàtics que han estat a bastament estudiats, al contrari que la resta de la seva obra. El primer és un petit volum sobre les mesures, Kitab fi-l-misaha, en el qual explica les formes de mesurar longituds, superfícies i volums amb les regles ordinàries. El segon, At-takmila fi-l-hissab, és més llarg i molt més important.

### Teories matemàtiques
En la introducció de la Takmila, Abu-Mansur diu que vol explicar tots els diferents sistemes aritmètics. Abu-Mansur presenta set sistemes aritmètics diferents, en comptes dels tres que tradicionalment utilitzaven els llibres de la seva època (sexagesimal, indi i comptar amb paraules).
Els dos primers sistemes explicats per Abu-Mansur són els de l'aritmètica índia pels nombres enters i per les fraccions. El tercer és el sexagesimal (expressat en numerals indis i tractat en la forma dels indis). El quart és el comptar amb paraules a l'estil d'al-Buzajaní o al-Karají. Els següents dos sistemes són l'aritmètica dels nombres irracionals i les propietats dels nombres. I, finalment, el setè és l'aritmètica comercial.

#### Conseqüències dels diferents sistemes
Abu-Mansur és partidari clarament del sistema indi, però les seves aportacions més notables es troben en l'anàlisi dels nombres irracionals, en el qual tracta les regles dels irracionals del Llibre X dels Elements de Geometria d'Euclides en forma numèrica, i en les propietats del nombres, en el qual millora i corregeix errors de Nicòmac.
En aquest aspecte, Abu-Mansur presenta una interessant discussió dels nombres perfectes, deficients i abundants.

#### Aportacions al coneixement de l'obra d'Al-Khwarizmí
A més d'això, l'interès d’At-takmila fi-l-hissab resideix en la citació i comentari dels treballs de Muhàmmad ibn Mussa al-Khwarazmí, que són avui desapareguts i que expliquen d'alguna manera la polèmica medieval entre abacistes i algoristes.

### Teories religioses i teològiques
Al-Baghdadí va ser també autor de diferents obres religioses i teològiques; la més notable és Farq bayn al-Firaq (Diferències entre les sectes), en la qual exposa i compara els diferents corrents de l'Islam, partint de la base que el Sunnisme és l'única verdadera i que totes les demés son herètiques. També examina les creences d'altres religions, com la cristiana o l'hebrea, però només de passada. En la seva obra Kitab usul al-din (Fonaments de l'Islam), fa un tractament sistemàtic, començant pel cosmos, els atributs de déu i els cins pilars de l'Islam (fe, pregària, caritat, dejuni i peregrinació) i acabant amb la gihad i les lleis de la propietat, contribuint a l'amalgama de conceptes legals, polítics, socials i religiosos en que va esdevenir l'Islam.